# Inyati (Simbabwe)
Koordinaten: 19° 40′ S, 28° 52′ O
Inyati (Platz der Büffel) liegt in 1.346 m Höhe mit etwa 1.000 Einwohnern in der Provinz Matabeleland North an der Straße von Bulawayo nach Eastnor in Simbabwe. 
Um diese Stadt in einem semiariden Gebiet liegen verschiedene kleine Staudämme und ein großer direkt beim Ort, der um die 1859 gegründete Inyati Mission herum wuchs. Das Land wurde der Mission damals vom König Mzilikazi überlassen. Das war die erste Ansiedelung von Weißen in Simbabwe. 84 km nordwestlich liegt Lonley Mine, aus der Gold, Nickel und Wolfram gefördert werden.